# قلعه چغا
قلعه چغا، روستایی از توابع بخش کامفیروز شهرستان مرودشت در استان فارس ایران است.
این روستا حدود ۴۰سال پیش به محل فعلی انتقال یافت و قبل از آن بروی تپه‌ای در ۲ کیلومتری روستای فعلی بوده به نام تل قلعه چغاء که قلعه‌ای تاریخی بوده و در آثار تاریخی ایران ثبت گردیده است پیشینه قلعه چغا حداقل به حدود ۱۳۰۰ یا ۱۴۰۰سال قبل بر می‌گردد.

## جمعیت
این روستا در دهستان خرم مکان قرار دارد و براساس سرشماری مرکز آمار ایران در سال ۱۳۸۵، جمعیت آن ۶۵۵ نفر (۱۵۱خانوار) بوده‌است.